# Guatemala (tỉnh)
Guatemala là một tỉnh of Guatemala. Tỉnh lỵ là Thành phố Guatemala, cũng là thủ đô.
Tỉnh có diện tích 2.126 km², dân số 2.541.581 người (điều tra dân số năm 2002).

## Các đô thị
1. Amatitlán
2. Chinautla
3. Chuarrancho
4. Fraijanes
5. Guatemala City
6. Mixco
7. Palencia
8. Petapa
9. San José del Golfo
10. San José Pinula
11. San Juan Sacatepéquez
12. San Pedro Ayampuc
13. San Pedro Sacatepéquez
14. San Raymundo
15. Santa Catarina Pinula
16. Villa Canales
17. Villa Nueva